# Melilla Airlines
Melilla Airlines (nombre comercial de Melilla Airways SL) fue una empresa comercializadora de vuelos español con sede en Melilla. con leasing de la operación en forma de ACMI con un ATR42-300 de la aerolínea (Aeronova posterior Let´s Fly). Melilla Airlines comenzó sus operaciones el 16 de abril de 2013.

## Historia
La sociedad fue dada de alta el 16 de abril de 2013, como idea original del piloto melillense Javier González tras el cambio de accionariado de la antigua Airmel Líneas Aéreas Airmel fruto del esfuerzo de un grupo de empresarios de la ciudad de Melilla. El consejo de administración inicial estaba formado por Salomon Benzaquen Cohen, Diego Robles Soldevila, Antonio Juan González Ramón, José Antonio Ramos Sáez, Salomon Meir Cohen Bengio, Antonio González Palomo, Said Mohamed Haddu y Pablo Carrero Segura.
El primer vuelo fue el del 3 de mayo de 2013 entre Melilla-Málaga Presentándose en sociedad oficialmente el lunes 29 de abril.